# لامونت بيرسون
لامونت بيرسون (بالإنجليزية: Lamont Pearson)‏ (18 فبراير 1971 - ) هو ملاكم أمريكي، صنّف ضمن فئة وزن الخفيف.

## وصلات خارجية
- لامونت بيرسون على موقع بوكس ريك (الإنجليزية) (registration required)